# Julio Moura
Julio Moura (La Plata, Buenos Aires; 12 de julio de 1956), es un músico de rock argentino, guitarrista, compositor y arreglador de Virus, banda que editó 12 álbumes entre 1981 y 2015. En 2018 lanzó su primera placa solista, denominada Enigma 4.

## Infancia
Nació en julio de 1956 en La Plata, capital de la Provincia de Buenos Aires. Es hermano de los también músicos Federico Moura y Marcelo Moura. Su primera experiencia con la música ocurrió a la edad de nueve años, en 1965 con una guitarra acústica que le prestó su prima. Aprendió solo a tocar la guitarra, por lo cual se  considera autodidacta.

## Adolescencia
Durante su niñez y adolescencia fue un estudiante regular. A los catorce años, en 1970,  abandonó los estudios porque tenía claro que quería dedicarse a la música, en ese tiempo rompió con su novia, luego tomó el auto de su padre y lo chocó, hizo las valijas y se fue por seis meses lejos de su casa. Su principal entretenimiento era jugar a la pelota con su hermano Marcelo, y también jugaba al rugby en la posición de medio scrum, tal como su hermano Federico Moura.

## Inicios en la música: De Marabunta a Virus
Su primer grupo musical fue Marabunta, del cual formaba parte junto con sus futuros compañeros de Virus, Enrique Mugetti y Marcelo Moura (su hermano). Luego de un tiempo se unirían con los integrantes de Las Violetas, esta formación que por un tiempo se llamó Duro donde Julio era el cantante y compositor de todas las canciones. Al año aproximadamente, Julio junto a Marcelo, visitaron a Federico, quien residía en Río de Janeiro, para contarle del proyecto, y en ese contacto fue que Federico, dos meses después, regresa a Argentina para sumarse. Federico sería en definitiva el cantante, y después de los distintos proyectos hasta ese momento, sería la primera vez que los hermanos formaban parte de un mismo proyecto. En ese nuevo contexto, Federico y Julio, desarrollarían una relación de autores y compositores, que continuaría en los 7 primeros álbumes y hasta la muerte de  Federico Moura.

## Virus
Con idéntico repertorio, pero bajo el nombre de Virus. Julio era guitarrista, autor y compositor en el grupo integrado junto a sus hermanos Federico Moura (voz) y Marcelo Moura (teclados), además de Enrique Muguetti (bajo), Ricardo Serra (guitarra) y Mario Serra (batería). La banda tuvo su debut oficial el 11 de enero de 1981. 
Los discos Wadu-Wadu (1981), Recrudece (1982), Agujero interior (1983), Relax (1984), Locura (1985) y Superficies de placer (1987), en una carrera ascendente, signada por el éxito en Argentina, Chile, Paraguay y Perú, alcanzando más de 400 mil copias vendidas, sin incluir posteriores reediciones digitales.
Federico y Júlio, en una breve charla, coincidieron en que Marcelo pase a cantar, así Julio seguiria dirigiendo en escena la banda. Y así fue, luego del fallecimeinto de Federico, Marcelo Moura quedó como cantante y Enrique Mugetti lo reemplazaría a este en los teclados, siendo reemplazando a su vez por Pablo Mugica como nuevo bajista.
Terminarían el álbum, Tierra del Fuego (1989), ya sin la participación de Federico, salvo por dos canciones en lo que participó en la letra de "Un amor inhabitado" y "Lanzo y escucho".
La banda presentaría este nuevo álbum en homenaje a Federico, y muchos artistas invitados concurrirían para recordarlo.
Virus saldría de gira por todo el país y luego por el exterior, pero la banda término por disolverse.

## Años posteriores
En marzo de 1994, se juntaron para tocar en un pub en Lanús. Luego volvieron a La Plata, su ciudad natal y los aclamaron más de 120.000 personas.
Julio y Marcelo, comenzaron un nuevo renacimiento de la banda, acompañado en esta oportunidad por Daniel Sbarra en guitarras, Enrique Muguetti en bajo, Aitor Graña en batería y Patricio Fontana en teclados y graban el disco Nueve.
Como festejo de su 25.º aniversario, Virus realizó en el 2004 una serie de recitales en el Teatro ND Ateneo.

## Actualidad
Actualmente la banda sigue en actividad, la formación actual consta de Marcelo Moura, Julio Moura, Patricio Fontana, Agustín Ferro y el baterista original, Mario Serra.
En 1999 tuvo a su primera hija Lola Moura, y después tuvo a su segunda y última hija Olivia Moura.
En enero de 2025 el músico es investigado por el fallecimiento Andrea Gloria Murillo Rojas, quien fue hallada con signos de ahorcamiento, lesiones en las piernas y una soga atada al techo junto a una escalera . El testimonio de Moura indicó que la muerte se produjo en el contexto de una práctica sadomasoquista en la que mantuvieron un "juego sexual mediante ahorcadura".

## Carrera solista
El 7 de septiembre de 2018, Julio Moura lanzó su primer trabajo solista. La placa, llamada Enigma 4, contiene diez canciones de su autoría, y en ellos repasa todas las influencias y estilos musicales que desplegó a lo largo de su prolífera carrera.
El disco fue grabado en el estudio “Delbarco 34” por Julio Moura. Baterías y bajos en el estudio “Insigno” por Mariano López. Mezclado en los estudios: N.S.I y S.V.E por Mariano López y Julio Moura. 
Músicos. Julio Moura: voz, coros, guitarras acústicas y eléctricas, teclados, samplers, percusiones, guitarra española y tres cubano en “14 de mayo”, erhu Chino en “Aquel umbral”.  Juan M. Beviglia: baterías en temas-1-3-4-5-8-9 y 10. Nico Méndez: batería en temas -2-6 y 7. Ariel Naón: bajo en todos los temas excepto "Sudaca" (Julio Moura). Fernando Samalea: bandoneón en "14 de mayo". Fernando Monteleone: cuerdas en "Tu retrato".
- 1 - "La guitarra de un amigo"
- 2 - "Una foto de nadie"
- 3 - "Nunca me fui"
- 4 -  "14 de mayo"
- 5 - "Volando un Pucará"
- 6 - "Aquel umbral"
- 7 - "Sudaca"
- 8 - "El redoble del tambor"
- 9 - "Secretos y deseos"
- 10 - "Tu retrato"